# Tine Enger
Tine Charlotte Cochrane Enger Jensen (født 24. juni 1965) er en dansk forfatter og foredragsholder.

## Uddannelse
Tine Enger er student fra Sct. Knuds Gymnasium i Odense fra 1984 og uddannet som revisor.
Efter en længere erhvervskarriere blev hun bachelor i dansk fra Syddansk Universitet i Kolding i 2006. 

## Forfatterskab
Tine Enger begyndte at skrive digte i gymnasiet, og har skrevet digte siden, når der har været lejlighed til det.
Hun debuterede i 2005 med romanen Fjern. Romanen hvis handling udspiller sig i Vestjylland, fik gode anmeldelser.
I 2013 udkom romanen Land Under som er en krimi som foregår på en hallig i Vadehavet, som blev godt anmeldt af Anette Jensen fra Grænseforeningen.
Enger debuterede i 2014 som lyriker med Brystbærer. I 2016 udkom digtsamlingen Mens jeg passer min have.